# Ronde van Líder
De Ronde van Líder (Vuelta Ciclista Por Un Chile Lider) was een meerdaagse wielerwedstrijd die jaarlijks werd verreden in Chili. De Ronde van Chili maakte deel uit van de UCI America Tour, het Amerikaanse luik van de continentale circuits van de UCI.
De wedstrijd werd voor het eerst georganiseerd in 1997. Sponsor van het evenement was Líder, de grootste supermarktketen in Chili. Sinds 2008 wordt hij niet meer verreden.
Op de lijst van winnaars zijn zowel Chilenen als buitenlanders te vinden. De recordwinnaar, Edgardo Simón, komt bijvoorbeeld uit Argentinië. Hij won de ronde drie maal; in 2002, 2004 en 2005.

## Lijst van winnaars

### Meervoudige winnaars
| Overwinningen | Renner          | Land       | Jaren            |
| ------------- | --------------- | ---------- | ---------------- |
| 3             | Edgardo Simón   | Argentinië | 2002, 2004, 2005 |
| 2             | Andrej Sartasov | Rusland    | 2006, 2007       |

### Overwinningen per land
| Overwinningen | Land       |
| ------------- | ---------- |
| 5             | Chili      |
| 4             | Argentinië |
| 2             | Rusland    |

2005 · 
2006 · 
2007 · 
2008 · 
2009 · 
2010 · 
2011 · 
2012 · 
2013 ·
2014 ·
2015 ·
2016 ·
2017 · 
2018 ·
2019 ·
2020 ·
2021 ·
2022 ·
2023 ·
2024 ·
2025
Belangrijkste wedstrijden

Ronde van San Luis · Ronde van Californië · Ronde van Utah · USA Pro Challenge · Ronde van Alberta